# チャールズ・ロイド＝パック
チャールズ・ロイド＝パック（Charles Lloyd-Pack、1902年10月10日 - 1983年12月22日）は、イギリスの俳優。

## 出演作品
- 吸血鬼ドラキュラ
- 蛇女の脅怖
- 顔
- 反逆
- クリスタル殺人事件